# Anacroneuria anchicaya
Anacroneuria anchicaya és una espècie d'insecte plecòpter pertanyent a la família dels pèrlids que es troba a Sud-amèrica: Colòmbia.
El mascle adult té les ales hialines amb la nervadura de color marró groguenc; el cap, el pronot, les antenes, les potes i els palps són grocs, i les ales anteriors fan 9 mm de llargària.
En el seu estadi immadur és aquàtic i com a adult és terrestre i volador.